# Alfred William Lamb
Alfred William Lamb (* 18. März 1824 in Stamford, Delaware County, New York; † 29. April 1888 in Hannibal, Missouri) war ein US-amerikanischer Politiker. Zwischen 1853 und 1855 vertrat er den Bundesstaat Missouri im US-Repräsentantenhaus.

## Werdegang
Im Jahr 1836 kam Alfred Lamb mit seinen Eltern in das Ralls County in Missouri, wo er die Doctor Ely’s School in der Gemeinde Ely besuchte. Nach einem anschließenden Jurastudium und seiner Zulassung als Rechtsanwalt begann er in Hannibal in diesem Beruf zu arbeiten. Gleichzeitig schlug er als Mitglied der Demokratischen Partei eine politische Laufbahn ein.
Bei den Kongresswahlen des Jahres 1852 wurde er im zweiten Wahlbezirk von Missouri in das US-Repräsentantenhaus in Washington, D.C. gewählt, wo er am 3. März 1853 die Nachfolge von Gilchrist Porter antrat. Da er im Jahr 1854 auf eine erneute Kandidatur verzichtete, konnte er bis zum 3. März 1855 nur eine Legislaturperiode im Kongress absolvieren. Diese war von den Ereignissen im Vorfeld des Bürgerkrieges geprägt. Lambs Vorgänger Porter wurde im Jahr 1854 auch zu seinem Nachfolger im Kongress gewählt.
Nach seinem Ausscheiden aus dem US-Repräsentantenhaus praktizierte Lamb wieder als Anwalt. Im Jahr 1876 war er Delegierter zur Democratic National Convention in St. Louis, auf der Samuel J. Tilden als Präsidentschaftskandidat nominiert wurde. Alfred Lamb starb am 29. April 1888 in Hannibal, wo er auch beigesetzt wurde. Er war mit Mary Jean McDannold (1836–1899) verheiratet, mit der er sechs Kinder hatte.